# Roberto Rigali
Roberto Rigali (* 7. Februar 1995 in Esine) ist ein italienischer Sprinter, der sich auf den 100-Meter-Lauf spezialisiert hat. Mit der italienischen 4-mal-100-Meter-Staffel gewann er 2023 die Silbermedaille bei den Weltmeisterschaften in Budapest und wurde 2024 Europameister.

## Sportliche Laufbahn
Erste internationale Erfahrungen sammelte Roberto Rigali im Jahr 2013, als er bei den Junioreneuropameisterschaften in Rieti mit der italienischen 4-mal-100-Meter-Staffel in 40,00 s die Bronzemedaille gewann. Im Jahr darauf wurde er mit der Staffel bei den Juniorenweltmeisterschaften in Eugene in der Vorrunde disqualifiziert und 2019 nahm er an den Europaspielen in Minsk teil und gelangte dort mit 10,64 s auf Rang 19 im 100-Meter-Lauf. 2022 belegte er dann bei den Mittelmeerspielen in Oran in 10,39 s den sechsten Platz im Einzelbewerb und siegte mit der Staffel in 38,95 s. Im Jahr darauf schied er bei den Halleneuropameisterschaften in Istanbul mit 6,74 s im Vorlauf aus. Im August gewann er bei den Weltmeisterschaften in Budapest mit 37,62 s im Finale gemeinsam mit Marcell Jacobs, Lorenzo Patta und Filippo Tortu die Silbermedaille hinter dem Team aus den Vereinigten Staaten. Bei den World Athletics Relays 2024 in Nassau wurde er in der 2. Qualifikationsrunde über 4-mal 100 Meter disqualifiziert. Anschließend schied er bei den Europameisterschaften in Rom mit 10,36 s im Halbfinale über 100 Meter aus und verhalf der Staffel zum Finaleinzug und trug somit zum Gewinn der Goldmedaille bei.

## Persönliche Bestzeiten
- 100 Meter: 10,25 s (+0,7 m/s), 8. Juli 2023 in Modena
  - 60 Meter (Halle): 6,62 s, 29. Januar 2023 in Ancona
- 200 Meter: 21,16 s (−0,7 m/s), 1. Juli 2018 in La Chaux-de-Fonds